# SC Sonnborn 07
Der SC Sonnborn 07 (offiziell: Sportclub Sonnborn 07 e. V.) ist ein Sportverein aus dem Wuppertaler Ortsteil Sonnborn. Die erste Fußballmannschaft spielte sieben Jahre in der höchsten niederrheinischen Amateurliga.

## Geschichte
Der Verein wurde im Jahre 1907 durch die Fusion der Vereine Glaus und Weidner gegründet. Im Jahre 1920 stiegen die Sonnborner in die seinerzeit erstklassige Kreisliga Bergischer Kreis auf. Die Qualifikation zur eingleisigen Bezirksklasse Berg/Mark wurde nach einer 0:1-Entscheidungsspielniederlage gegen den SSV Wuppertal verpasst. 1926 stieg die Mannschaft in die nunmehr 1. Bezirksklasse genannte höchste Spielklasse auf. Drei Jahre später verpassten die Qualifikation für die neu geschaffene Bezirksliga Berg/Mark, schafften aber in der folgenden Saison 1929/30 den Aufstieg dorthin. 1933 wurde die Qualifikation für die neu geschaffene Gauliga Niederrhein verpasst.

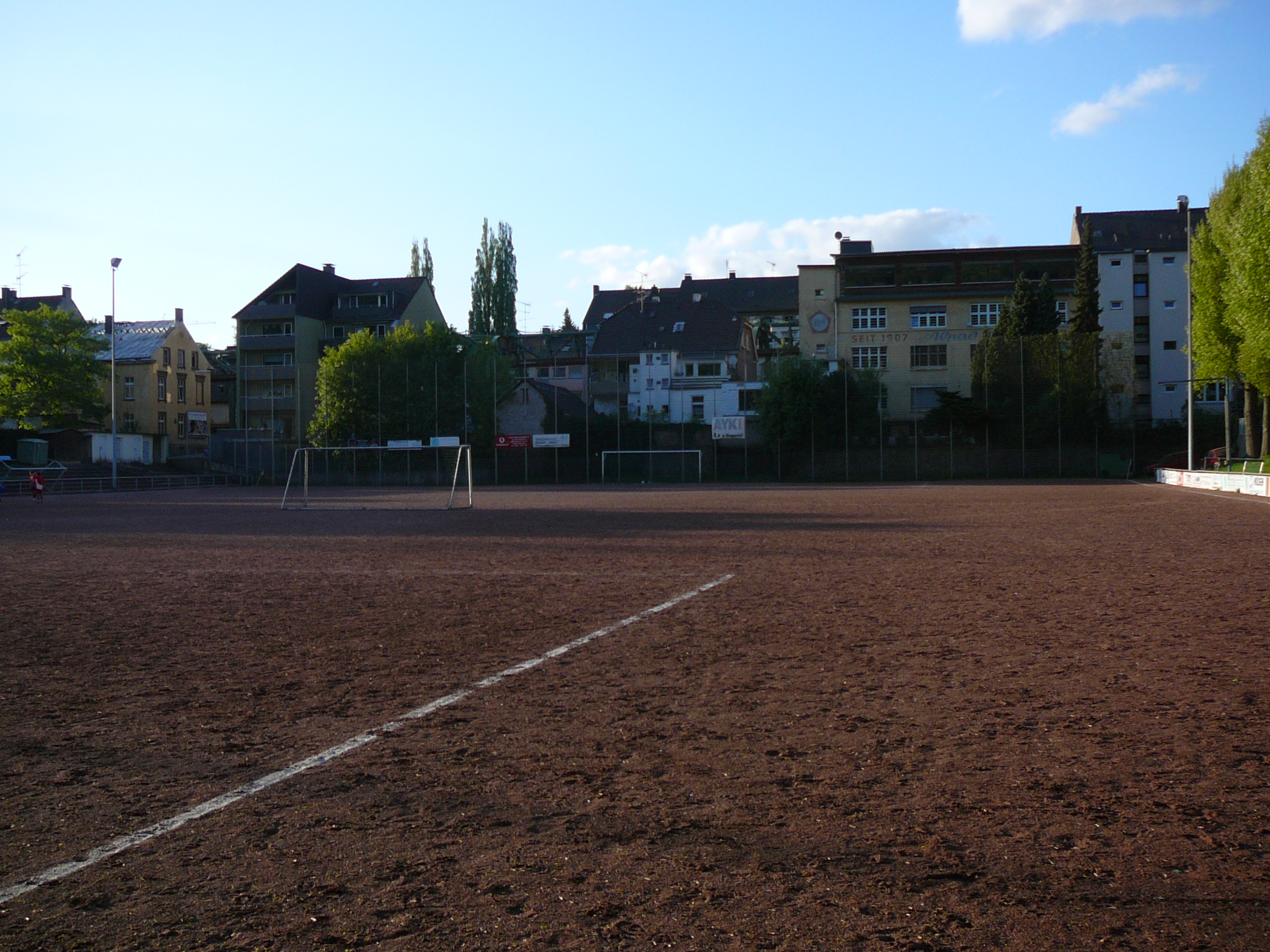
Der Platz des Vereins, auch „Sonnborner Hafen“ genannt (2009)

Nach Kriegsende spielten die Sonnborner in der Bezirksklasse und schafften im Jahre 1952 den Aufstieg in die Landesliga, die seinerzeit die höchste Amateurliga am Niederrhein bildete. Gleich in der Aufstiegssaison erreichte die Mannschaft den dritten Platz. In der folgenden Spielzeit wurden die Sonnborner gar Vizemeister hinter dem VfL Benrath. 1956 verpasste die Mannschaft allerdings die Qualifikation für neu geschaffene Verbandsliga Niederrhein. Zwei Jahre später gelang der Aufstieg in die Verbandsliga. Nach drei Jahren ging es 1961 wieder zurück in die Landesliga. Tiefpunkt der Abstiegssaison war eine 3:12-Niederlage bei der SpVgg Hochheide. In der folgenden Saison wurden die Sonnborner in die Bezirksklasse durchgereicht, nachdem die Mannschaft in der Abstiegsrelegation an Marathon Remscheid scheiterten.
1964 gelang der Wiederaufstieg in die Landesliga und zwei Jahre später spielten die Sonnborner aussichtsreich um den Aufstieg mit. Das entscheidende Spiel um die Meisterschaft gegen Marathon Remscheid wurde vor 7.000 Zuschauern verloren, so dass der SC am Ende nur Vizemeister wurde. Schon 1968 ging es hinunter in die Bezirksklasse, wo die Mannschaft mehrfach nur knapp am Wiederaufstieg scheiterte. Anschließend ging es 1978 sogar hinunter in die Kreisliga, ehe zwei Jahre später der Wiederaufstieg gelang. 1991 ging es erneut in die Kreisliga, bevor drei Jahre später der Wiederaufstieg gelang. In der Saison 2016/17 traten die Sonnborner in der Bezirksliga an, mussten aber am Saisonende absteigen.

## Persönlichkeiten
- Kurt-Jürgen Lorenz
- Silvio Pagano
- Valentin Przybylski